# Tarphiota geniculata
Tarphiota geniculata är en skalbaggsart som först beskrevs av Mäklin in Mannerheim 1852.  Tarphiota geniculata ingår i släktet Tarphiota och familjen kortvingar. Inga underarter finns listade i Catalogue of Life.